# Draco (läkemedelsföretag)
Draco var ett läkemedelsbolag som startades av Astra 1955 för att etablera sig nära den akademiska forskningen vid Lunds universitet. Företaget bytte 1991 namn till Astra-Draco för att framhäva att det var en del av Astra-koncernen. Vid Astras sammanslagning med det engelska läkemedelsbolaget Zeneca fick verksamheten i Lund namnet Astra Zeneca R&D Lund. Verksamheten blev sedermera helt integrerad med Astra Zeneca-koncernens globala R&D verksamhet. 
2010 arbetade drygt 900 personer vid anläggningen i Lund.
I mars 2010 meddelade Astra Zeneca att anläggningen i Lund skall avvecklas till i slutet av 2011 som ett led i en större omorganisation.